# Бартош, Карл
Карл Эдуард Бартош (нем. Karl Eduard Bartosch; 1 декабря 1877, Брюнн — 21 февраля 1942, Мангейм) — немецкий дирижёр, композитор и органист.

## Биография
В 1887—1895 годах учился в городской музыкальной школе, в том числе у Отто Кицлера. В 1896—1898 годах — дирижёр городского театра в Брно. В 1904—1906 годах — дирижёр в Гейдельберге. С 1906 года — в Мангейме, до 1908 года — дирижёр в Национальном театре, в 1908 году — музыкальный руководитель мангеймской синагоги, затем преимущественно работал как хормейстер.
Автор вокальных и хоровых сочинений. Наиболее известное сочинение — «Юная дева» (нем. Die Jungfrau) для мужского хора, оркестра и органа.